# Chandlerville, Illinois
Chandlerville là một làng thuộc quận Cass, tiểu bang Illinois, Hoa Kỳ. Năm 2010, dân số của làng này là 553 người.

## Dân số
Dân số qua các năm:
- Năm 2000: 704 người.
- Năm 2010: 553 người.